# Cornelis Cort
Cornelis Cort (ur. około 1533, zm. 17 marca 1578) – holenderski rysownik i miedziorytnik, portrecista papieża Leona X, znany jako Cornelio Fiammingo

## Życiorys
Urodził się w Hoorn lub Edam. Pierwsze ryciny drukował w Antwerpii już około 1553 roku w oficynie Hieronima Cocka. W liście z 1567 roku Dominicus Lampsonius (1532-1599) do Tycjana nazywa Corta mistrzem.
Cort zdobył sławę po przybyciu w 1565 roku do Wenecji, następnie wyjechał do Rzymu, gdzie założył szkołę. Między 1569-1571 pracował we Florencji, prawdopodobnie dla Medyceuszy. Ostatni rok życia spędził w Rzymie, gdzie zmarł.
Wykonał liczne prace batalistyczne, historyczne, religijne, sportretował również papieża Leona X. W Polsce wczesna recepcja twórczości Corta pojawiła się już w 1607 roku w poezji Marcina z Kłecka.